# جنتریویل، شهرستان داگلاس، میزوری
جنتریویل (به انگلیسی: Gentryville) یک منطقهٔ مسکونی در ایالات متحده آمریکا است که در شهرستان داگلاس، میزوری واقع شده‌است. جنتریویل ۳۳۹ متر بالاتر از سطح دریا واقع شده‌است.